# 駝背軟杜父魚
駝背軟杜父魚，為輻鰭魚綱鮋形目杜父魚亞目隱棘杜父魚科的其中一種，為溫帶海水魚，分布於西北太平洋日本北部海域，棲息深度250-1200公尺，體長可達20公分，棲息在底層水域，生活習性不明。

## 扩展阅读
維基物種上的相關：駝背軟杜父魚